# Evaniodes spathiiformis
Evaniodes spathiiformis är en stekelart som beskrevs av Szepligeti 1901. Evaniodes spathiiformis ingår i släktet Evaniodes och familjen bracksteklar. Inga underarter finns listade i Catalogue of Life.